# Abraham van Calraet

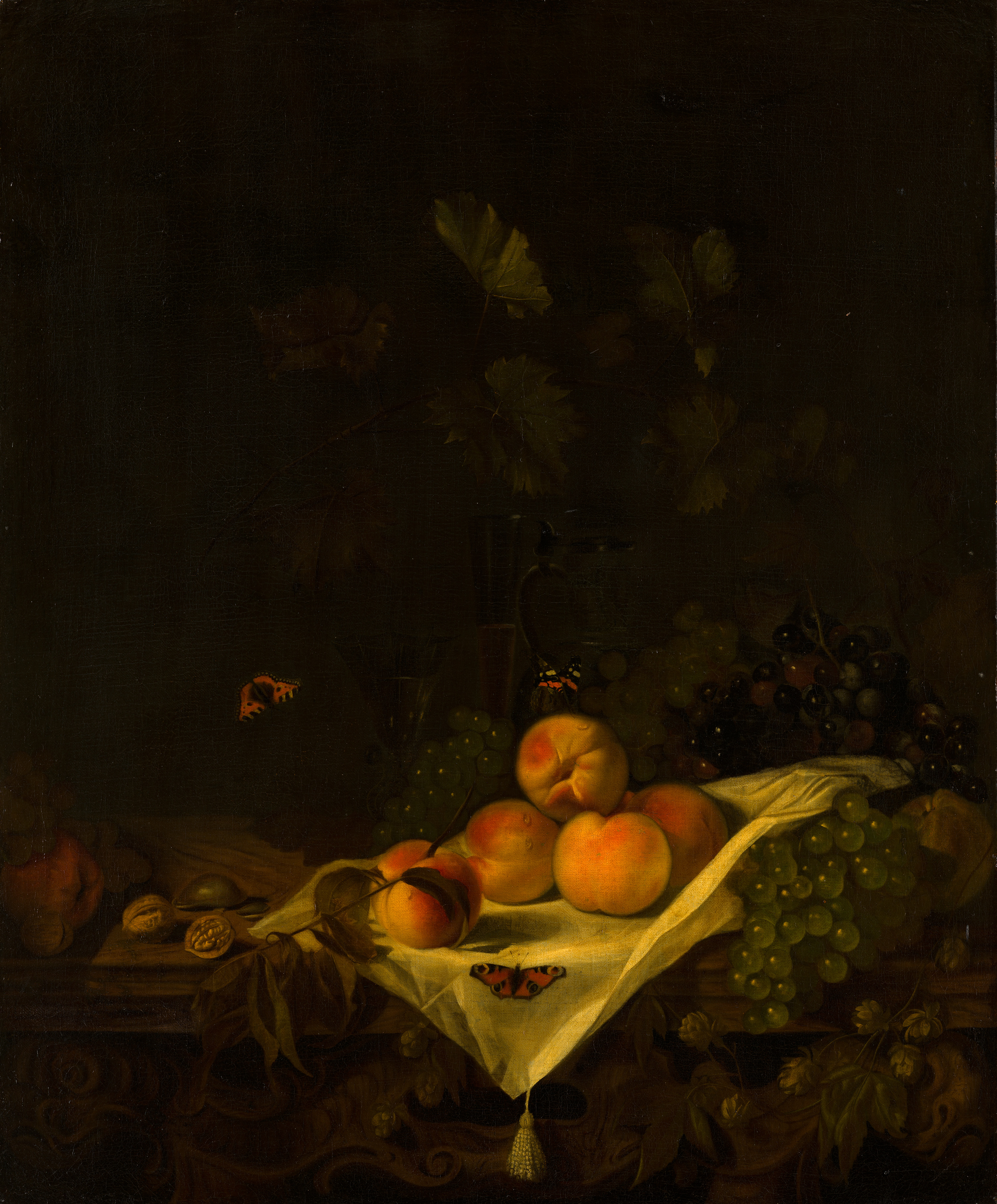
Stilleven met perziken en druiven, ca.1680, Mauritshuis, Den Haag

Abraham van Calraet (Dordrecht, oktober 1642 - aldaar, 11 juni 1722) was een Nederlands kunstschilder en houtsnijder. Hij vervaardigde landschappen, stillevens, genrestukken, portretten, historiestukken en dierschilderijen.
Van Calraet was een zoon van de Utrechtse beeldhouwer Pieter Jansz. van Calraet. Hij werd in het vak in Dordrecht opgeleid door de gebroeders Huppe, assisteerde soms zijn vader bij het beeldhouwen, maar koos uiteindelijk voor de schilderkunst. Hij was als schilder actief vanaf ca. 1670 en maakte in zijn vroege periode vooral vruchtenstillevens. 
Op 7 juli 1680 trouwde hij met Anna Bisschop, een dochter van de eveneens Dordtse schilder Cornelis Bisschop. Hij woonde en werkte zijn hele leven in Dordrecht. 
Abrahams broer Barent, die aanvankelijk vooral paarden schilderde, was een leerling van Albert Cuyp. Ook Abraham kende het werk van Cuyp en werd er door beïnvloed. De ondertekening A.C. heeft ertoe geleid dat veel van Van Calraets dierenschilderijen oorspronkelijk werden toegeschreven aan Cuyp.